# NGC 6105
NGC 6105 је спирална галаксија у сазвежђу Северна круна која се налази на NGC листи објеката дубоког неба.
Деклинација објекта је + 34° 52' 46" а ректасцензија 16h 17m 9,2s. Привидна величина (магнитуда) објекта NGC 6105 износи 14,8 а фотографска магнитуда 15,7. NGC 6105 је још познат и под ознакама MCG 6-36-13, CGCG 196-23, NPM1G +35.0367, KUG 1615+350B, PGC 57716.